# باب الشعرية (شياخة)
شياخة باب الشعرية، هي أحد المكونات الإدارية لقسم باب الشعرية الذي يضم حي باب الشعرية بالمنطقة الغربية في محافظة القاهرة، مصر. والشياخة تضم منطقة باب الشعرية التاريخية.

## السكان
بلغ عدد سكان شياخة باب الشعرية 3368 نسمة، بحسب التعداد الرسمي سنة 2017. منهم 1675 ذكر، و1693 أنثى.